# موريس تورنر
موريس تورنر (بالفرنسية: Maurice Tourneur)‏ (2 فبراير، 1873 - 4 غشت، 1961) هو مخرج سينيمائي وكاتب سيناريو عالمي.

## وصلات خارجية
- موريس تورنر على موقع IMDb (الإنجليزية)
- موريس تورنر على موقع الموسوعة البريطانية (الإنجليزية)
- موريس تورنر على موقع ألو سيني (الفرنسية)
- موريس تورنر على موقع أول موفي (الإنجليزية)
- موريس تورنر على موقع قاعدة بيانات الأفلام السويدية (السويدية)
- موريس تورنر على موقع قاعدة بيانات الفيلم (الإنجليزية)
- موريس تورنر على موقع كينوبويسك (الروسية)

- موريس تورنر في قاعدة بيانات الأفلام على الإنترنت